# スロバキアの国章
スロバキアの国章（スロバキアのこくしょう）とは1990年3月1日に制定されたスロバキアの徽章のこと。
赤い盾に青い3つの丘と白い複十字が描かれている。

## 構成
- 基調の色である、白・赤・青は汎スラヴ色といわれ、スラヴ民族を象徴している。
- 二重十字（総主教十字）はビザンツ帝国由来の正教会のシンボルである。
- 3つの丘は、スロバキアを象徴するタトラ、ファトラ、マートラ（マートラは現在ハンガリー領内にある）の三山を象徴している。もともと「3つの丘に二重十字」の意匠はハンガリーに由来し、現在のハンガリーの国章にも類似の意匠が残る。スロバキアは長年ハンガリーに属しており、北部ハンガリーのスラブ人地域が19世紀以降スロバキア民族主義を主張するようになり、ハンガリーの紋章の緑の丘を青い丘に変えてスロバキアの象徴として用いるようになった。

スロバキア第一共和国の国章
スロバキア社会主義共和国の国章

## チェコスロバキア時代の国章

チェコスロバキアの大紋章(1918年-1961年)
チェコスロバキアの中紋章(1918年-1961年)
チェコスロバキアの小紋章(1918年-1961年)
共産党政権時代のチェコスロバキアの国章（1961年-1989年）
1989年以降の共産党政権終焉後のチェコスロバキアの国章（1989年-1992年）

## 類似の意匠

ハンガリーの国章
オーストリア帝国時代のハンガリーの紋章